# Adolf Tibus

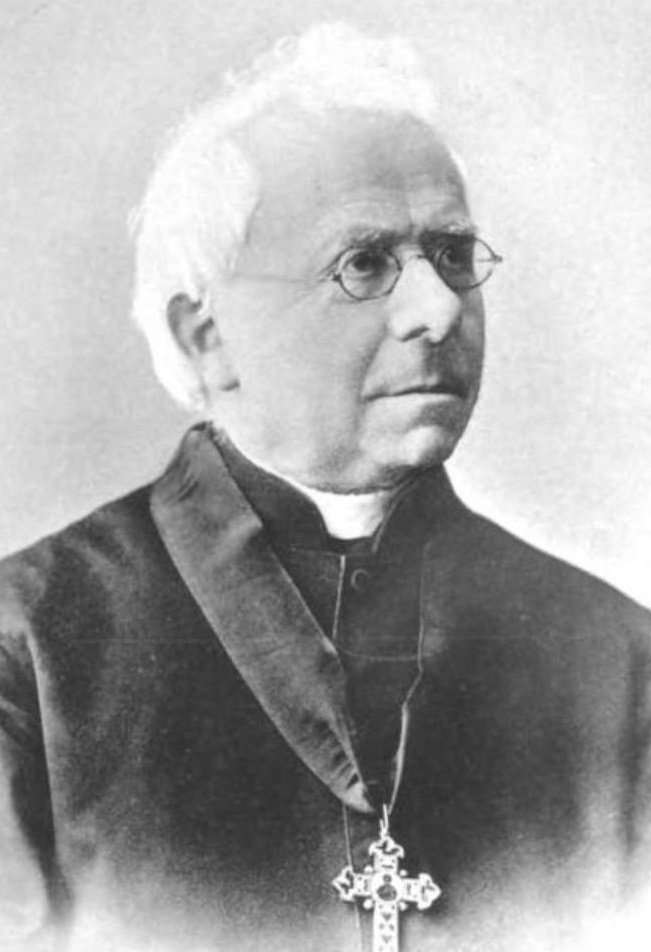
Adolf Tibus

Adolf Tibus, Taufname Adolph Joseph Cornelius Tibus (* 21. März 1817 in Emmerich am Rhein, Provinz Jülich-Kleve-Berg; † 19. Mai 1894 in Münster, Provinz Westfalen), war ein römisch-katholischer Geistlicher und Historiker. Er war Geistlicher Rat und Kanzleidirektor beim Bischöflichen Generalvikariat zu Münster und Domkapitular zu St. Paulus. Von 1880 bis zu seinem Tod leitete er den Verein für Geschichte und Altertumskunde Westfalens, Abt. Münster als Direktor. Er erforschte die Regionalgeschichte und war Experte für Kirchengeschichte, Topografie und Namenkunde in Westfalen und am Niederrhein.

## Leben
Nach dem Besuch des Emmericher Gymnasiums studierte Tibus ab 1842 katholische Theologie an der Königlichen Akademie zu Münster. Nach der Priesterweihe am 6. Juni 1846 wirkte er von Herbst 1846 bis 1856 als Kaplan an der Stiftskirche in Kleve. Ab Herbst 1856 diente er für rund ein halbes Jahr als zweiter Seelsorger an der Strafanstalt Münster, ehe er im Februar 1857 als Sekretär in die Dienste des Bischöflichen Generalvikariats zu Münster trat. Dort stieg er zum Kanzleidirektor und Geistlichen Rat auf. Seit dem 12. Januar 1871 war er Domkapitular, später auch Dompfarrer. Im Zuge des Kulturkampfes richtete Tibus zusammen mit anderen Mitgliedern des Domkapitels am 19. März 1874 eine Petition gegen die Maigesetze an beide Häuser des Preußischen Landtags.
Ab dem 13. Mai 1880 fungierte er in vier Amtsperioden als Direktor des Vereins für Geschichte und Altertumskunde Westfalens, Abt. Münster.

## Gedenken
Nach Adolf Tibus wurden in Münster 1906 die Tibusstraße und 1985 der Tibusplatz benannt. In seiner Geburtsstadt Emmerich ist die Adolf-Tibus-Straße nach ihm benannt.

## Veröffentlichungen (Auswahl)

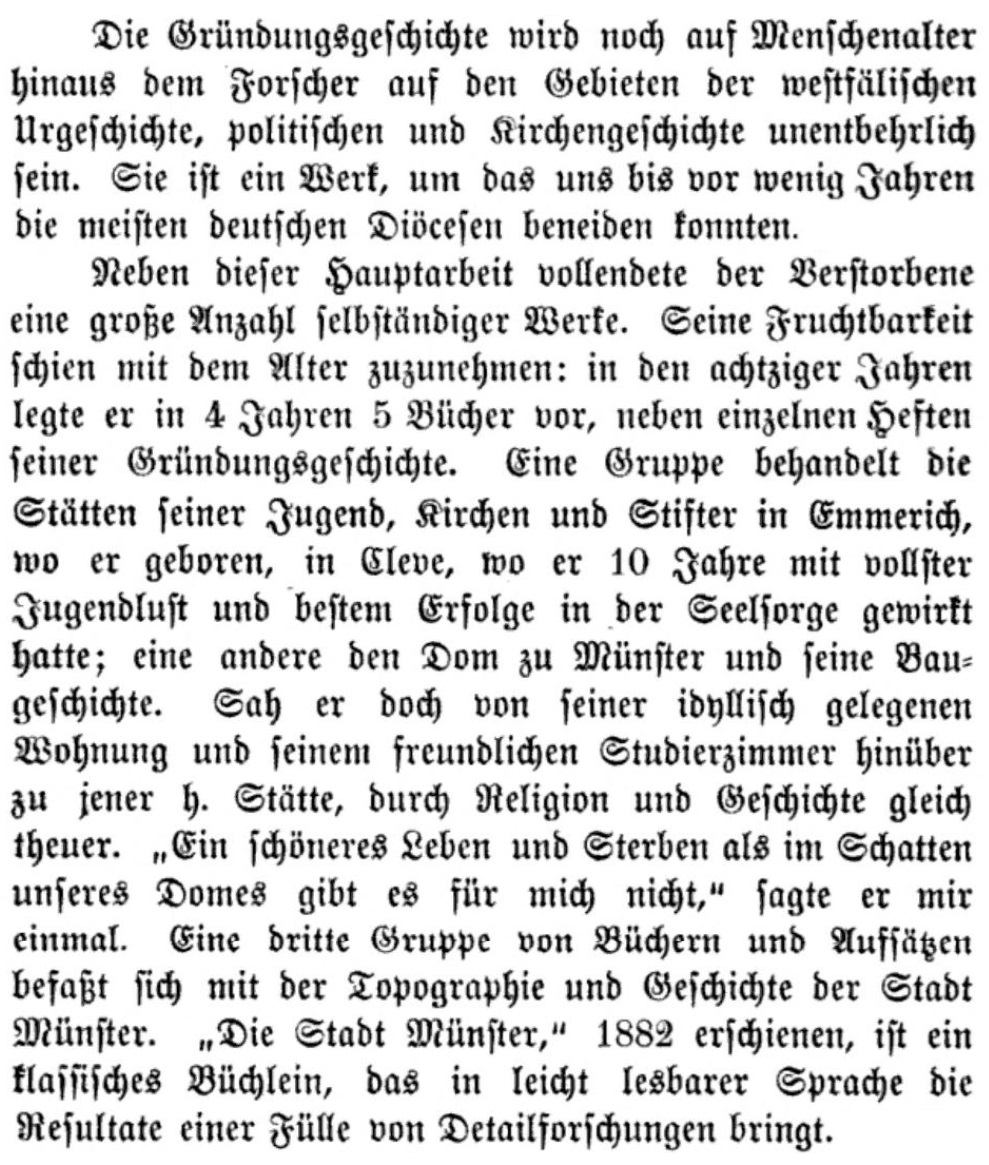
Heinrich Finke im Nachruf (1894) über Tibus’ historische Arbeiten

- Geschichte Münsters. Älteste Geschichte bis zur Wiedertäuferzeit. Münster, um 1860 (Digitalisat).
- Geschichtliche Nachrichten über die Weihbischöfe von Münster. Ein Beitrag zur Specialgeschichte des Bisthums Münster. Regensberg, Münster 1862 (Digitalisat).
- Der Gau Leomerike und der Archidiakonat von Emmerich in seiner ursprünglichen Ausdehnung und kirchlichen Einrichtung. Regensberg, Münster 1875 (Digitalisat).
- Alter der Kirchen zum hl. Martinus und zur hl. Aldegundis in Emmerich. Münster 1875.
- Die Pfarre Cleve von ihrer Gründung an bis nach Errichtung der Collegiat-Kirche daselbst. Kleve 1878.
- Die Stadt Münster. Ihre Entstehung und Entwickelung bis auf die neuere Zeit. Regensberg, Münster 1882 (Digitalisat).
- Zur Geschichte der Stadt Emmerich. Eine bedeutsame alte Urkunde. Regensberg, Münster 1882 (Digitalisat).
- Der letzte Dombau zu Münster. Regensberg, Münster 1883 (Digitalisat).
- Gründungsgeschichte der Stifter, Pfarrkirchen, Klöster und Kapellen im Bereiche des alten Bisthums Münster mit Ausschluß des ehemaligen friesischen Theils. Regensberg, Münster 1885 (Digitalisat).
- Das Grab Bischof Dietrich’s III., geb. Grafen von Isenburg, im Dom zu Münster. Regensberg, Münster 1886 (Digitalisat).
- Beiträge zur Namenkunde westfälischer Orte. Regensberg 1890, Münster 1890 (Digitalisat).